# フエゴ (プロレスラー)
フエゴ（英語: Fuego、1981年12月11日 - ）は、メキシコの男性プロレスラー（覆面レスラー）。オアハカ州オアハカ出身。CMLL所属。

## 来歴
2003年、「ザ・フラッシュ」の主人公をモチーフにしたフラッシュのリングネームでデビュー。
その後、CMLLと契約を交わし、2004年4月にアレナ・プエブラ大会でCMLLデビューを果たす。以降、第1試合など前座に出場し活動。
2007年6月29日、トルネオ・グラン・アルタナティバにマルコ・コルレオーネとのタッグで出場したが、ドス・カラス・ジュニア & バリエンテ組に敗れる。
2008年、ストゥーカ・ジュニアとタッグを組む機会が多くなり、6月28日にストゥーカとのタッグでCMLL認定アレナコリセオタッグ王座を獲得。2009年11月19日に行われた記者会見より、フラッシュからフエゴにリングネームを改めることを発表する。
2013年3月3日、セミファイナルにストゥーカとのタッグで、ラ・フィエブレ・アマリージャのOKUMURA & ナマハゲ組と対戦。この試合に敗退し、アレナコリセオタッグ王座を明け渡す。10月27日、バルバロ・カベルナリオが保持するオクシデンテ・ミドル級王座に挑戦。これに勝利を収め、同王座に戴冠。自身初となるシングル王座を獲得した。
2014年1月、新日本プロレスが主催する「CMLL FANTASTICA MANIA 2014」に出場。同団体に初参戦を果たした。以降定期的に参戦、新日ではTIME SPLITTERS（KUSHIDAとアレックス・シェリー）と共闘している。※ 2006年に新日本プロレスにフィーゴ（Fuego）の名で参戦したのは ドランゴ。

## 得意技
ラ・フラシナ
変形のラ・マヒストラル。
トペ・スイシーダ

## 獲得タイトル
- CMLL認定アレナコリセオタッグ王座 : 1回（ w / ストゥーカ・ジュニア）
- オクシデンテ・ミドル級王座 : 1回

## 入場テーマ曲
- El Coco No / Roberto Junior Y Su Bandeno